# Mallobathra cellulata
Mallobathra cellulata är en fjärilsart som beskrevs av Edward Meyrick 1911. Mallobathra cellulata ingår i släktet Mallobathra och familjen säckspinnare. Inga underarter finns listade i Catalogue of Life.